# Scrimă la Jocurile Olimpice de vară din 1988
Probele de scrimă la Jocurile Olimpice de vară din 1988 s-au desfășurat în perioada 21–24 septembrie la Seul, Coreea de Sud.

## Clasament pe medalii
| Loc | Țară                        | Aur | Argint | Bronz | Total |
| --- | --------------------------- | --- | ------ | ----- | ----- |
| 1   | RFG                         | 3   | 3      | 1     | 7     |
| 2   | Franța                      | 2   | 1      | 0     | 3     |
| 3   | Uniunea Sovietică           | 1   | 1      | 3     | 5     |
| 4   | Italia                      | 1   | 1      | 2     | 4     |
| 5   | Ungaria                     | 1   | 0      | 2     | 3     |
| 6   | Republica Democrată Germană | 0   | 1      | 0     | 1     |
| 6   | Polonia                     | 0   | 1      | 0     | 1     |

## Evenimente

### Masculin
| Probă              | Aur                                                                                                 | Argint                                                                                           | Bronz                                                                                           |
| Spadă individual   | Arnd Schmitt (FRG)                                                                                  | Philippe Riboud (FRA)                                                                            | Andrei Șuvalov (URS)                                                                            |
| Spadă pe echipe    | Franța Frédéric Delpla Jean-Michel Henry Olivier Lenglet Philippe Riboud Éric Srecki                | RFG Elmar Borrmann Volker Fischer Thomas Gerull Alexander Pusch Arnd Schmitt                     | Uniunea Sovietică Andrei Șuvalov Pavel Kolobkov Vladimer Reznicenko Mihail Tișko Igor Tihomirov |
| Floretă individual | Stefano Cerioni (ITA)                                                                               | Udo Wagner (GDR)                                                                                 | Aleksandr Romankov (URS)                                                                        |
| Floretă pe echipe  | Uniunea Sovietică Vladimer Apțiauri Anvar Ibraghimov Boris Korețki Ilgar Mamedov Aleksandr Romankov | RFG Matthias Behr Thomas Endres Matthias Gey Ulrich Schreck Thorsten Weidner                     | Ungaria István Busa Zsolt Érsek Róbert Gátai Pál Szekeres István Szelei                         |
| Sabie individual   | Jean-François Lamour (FRA)                                                                          | Janusz Olech (POL)                                                                               | Giovanni Scalzo (ITA)                                                                           |
| Sabie pe echipe    | Ungaria Imre Bujdosó László Csongrádi Imre Gedővári György Nébald Bence Szabó                       | Uniunea Sovietică Andrei Alșan Mihail Burțev Sergei Koriașkin Sergei Mindirgasov Heorhii Pohosov | Italia Massimo Cavaliere Gianfranco Dalla Barba Marco Marin Ferdinando Meglio Giovanni Scalzo   |

### Feminin
| Probă              | Aur                                                                        | Argint                                                                                                  | Bronz                                                                              |
| Floretă individual | Anja Fichtel (FRG)                                                         | Sabine Bau (FRG)                                                                                        | Zita Funkenhauser (FRG)                                                            |
| Floretă pe echipe  | RFG Sabine Bau Anja Fichtel Zita Funkenhauser Anette Klug Christiane Weber | Italia Francesca Bortolozzi Borella Annapia Gandolfi Lucia Traversa Dorina Vaccaroni Margherita Zalaffi | Ungaria Zsuzsa Jánosi Edit Kovács Gertrúd Stefanek Zsuzsanna Szőcs Katalin Tuschák |

## Țări participante
317 de trăgători (248 de bărbăti și 69 de femei) din 42 de țări au participat la Seul 1988.
- Argentina (2)
- Aruba (1)
- Australia (2)
- Austria (5)
- Bahrain (4)
- Belgia (2)
- Bolivia (1)
- Brazilia (4)
- Bulgaria (5)
- Canada (18)
- China (15)
- Columbia (5)
- Coreea de Sud (20)
- Egipt (2)
- Elveția (7)
- Filipine (1)
- Finlanda (1)
- Franța (19)
- Germania de Vest (20)
- Hong Kong (7)
- Indonezia (2)
- Italia (20)
- Japonia (10)
- Iordania (1)
- Kuweit (8)
- Liban (2)
- Marea Britanie (13)
- Mexic (1)
- Monaco (1)
- Olanda (5)
- Noua Zeelandă (1)
- Paraguay (2)
- Polonia (18)
- Portugalia (3)
- Germania de Est (7)
- România (2)
- Spania (8)
- Statele Unite ale Americii (19)
- Suedia (11)
- Taipeiul Chinez (2)
- Ungaria (20)
- Uniunea Sovietică (20)

## Legături externe
- Statistice Arhivat în 5 decembrie 2008, la Wayback Machine. pe Sports Reference